# KBO 리그 타수 관련 기록

## 통산 기록

### 개인 통산 최다 타수 기록 추이
| 기록 | 선수   | 소속 | 날짜         | 구장 | 상대팀 | 상대 투수 | 시즌 수 | 경기 수 | 달성 당시 나이 | 주석 및 기타                                           |
| 6292 | 장종훈 |      |              |      |        |           |         |         |                |                                                        |
| 6293 | 전준호 | 현대 | 2007. 05. 24 | 청주 | 한화   |           |         |         |                | 4회초 세 번째 타석에서 안타를 터뜨리면서 6293타수 기록 |
| 6426 | 양준혁 | 삼성 | 2007. 07. 28 | 광주 | KIA    |           |         |         |                |                                                        |
| 7332 | 양준혁 | 삼성 |              |      |        |           |         |         |                |                                                        |

## 한 경기 기록

### 한 경기 양 팀 최다 타수 기록 추이 (정규 이닝)
| 기록   | 팀                  | 날짜         | 구장 | 투수 | 경기 결과 | 주석 및 기타                         |
| 91타수 | 롯데 - 삼성         | 1995. 06. 28 | 대구 |      | 24 - 14   | 109타석. 9회말로 마무리. 종전 90타수 |
| 92타수 | 해태(46) - 삼성(46) | 1999. 05. 30 | 광주 |      |           | DH1 (9회)                            |

### 한 경기 양 팀 최다 타수 기록 추이 (연장 경기 포함)
| 기록    | 팀                 | 날짜         | 구장   | 투수                                                             | 경기 결과   | 주석 및 기타 |
| 110타수 | 롯데(55) - MBC(55) | 1982. 08. 29 | 동대문 | MBC: 유종겸, 이길환(2회), 하기룡(10회) 롯데: 천창호, 노상수(7회) | 8 - 5(15회) | [ 2 ]        |

### 한 경기 한 팀 최다 타수 기록 추이 (연장 경기 포함)
| 기록   | 팀       | 날짜         | 구장   | 상대 팀 | 투수                                                             | 경기 결과   | 주석 및 기타 |
| 55타수 | 롯데(55) | 1982. 08. 29 | 동대문 | MBC(55) | MBC: 유종겸, 이길환(2회), 하기룡(10회) 롯데: 천창호, 노상수(7회) | 8 - 5(15회) | [ 2 ]        |

## 한 이닝 기록

### 한 이닝 팀 최다 타수 기록 추이
| 기록   | 팀     | 날짜         | 구장 | 상대팀 | 상대 투수 | 경기 결과 | 주석 및 기타 |
| 14타수 | 빙그레 | 1990. 07. 05 | 대전 | 롯데   |           |           | 6회          |
| 15타수 | 삼성   | 2004. 08. 08 | 대전 | 한화   |           |           | 2회          |